# 23G busz (Nyíregyháza)
A nyíregyházi 23G jelzésű autóbusz a 23-as busz betétjárata, amely Örökösföld és a Huszár telep között közlekedik. A vonalat a Volánbusz üzemelteti.

## Útvonal
Örökösföld - Huszár telep:
Örökösföld - Szalag utca - Család utca 108. - Család utca 52. - Egészségügyi Szakközépiskola - Nagyvárad utca - Kórház - Inczédy sor - Bujtos utca - Kodály Zoltán Általános Iskola - Vay Ádám körút - Búza tér - Mező utca - Bethlen Gábor utca 67. - Tiszavasvári út - Fészek utca - Fészek utcai ABC - Legyező utca 14. - Rozsnyó utca - Dugonics utca - Derkovits utca 108. - Gumigyár (PHOENIX) - Rókabokori utca - Michelin - Bottyán János utca - Huszár telep
Huszár telep - Örökösföld:
Huszár telep - Bottyán János utca Rókabokori utca - Michelin - Gumigyár (PHOENIX), Derkovits utca 108. - Dugonics utca - Rozsnyó utca - Legyező utca 14. - Fészek utcai ABC - Fészek uttca - Tiszavasvári út - Mező utca 5. - Rákóczi utca 50. - Búza tér - Vay Ádám körút - Kodály Zoltán Általános Iskola - Bujtos utca - Inczédy sor - Kórház - Nagyvárad utca - Egészségügyi Szakközépiskola - Család utca 52. - Család utca 108. - Szalag utca - Örökösföld